# My Wishing Doll
My Wishing Doll (auch unter The Wishing Doll und A Wishing Doll veröffentlicht) ist ein Lied aus dem Film Hawaii von 1966. Geschrieben wurde es von Elmer Bernstein (Musik) und Mack David (Text).

## Inhalt und Verwendung im Film
My Wishing Doll wird im Film Hawaii nicht vollständig gesungen. Julie Andrews als Jerusha singt es am Anfang des Filmes zusammen mit ihren jüngeren Schwestern, wird allerdings bald von Reverend Hale unterbrochen. Das Lied wird im Film nicht wieder gesungen, die Melodie gehört aber zum Score.
Bei der Oscarverleihung 1967 stellte Jackie DeShannon My Wishing Doll vor. DeShannon brachte das Lied in der Folge auch als Single heraus, hatte damit aber keinen nennenswerten Erfolg.

## Rezeption

### Auszeichnungen
My Wishing Doll war bei der Oscarverleihung 1967 in der Kategorie Bester Song nominiert, unterlag dort aber gegen Born Free aus Frei geboren – Königin der Wildnis. Auch für den Laurel Award 1967 war das Lied nominiert, der Award ging an A Time for Love aus Mord aus zweiter Hand.

### Kritiken
N. C. Chambers bezeichnete My Wishing Doll bei ihrer Beschreibung der Oscarzeremonie als Nichtlied, das aus einem reizenden Thema aus dem Score zusammengesetzt sei. Auch Jeffrey Kauffman konnte die Nominierung nicht nachvollziehen und nannte das eine seltsame Oscaranomalie. Er betonte, My Wishing Doll sei nur zu einem kleinen Teil im Film gesungen worden, und es habe einen bizarren Text, der so zeitlose Zeilen wie „a raggedy, taggedy, little old scraggedy wishing doll“ (auf Deutsch etwa „eine kleine, alte, sehr fadenscheinige Wunschpuppe“) enthalte. William Ruhlmann meinte bei einer Beschreibung zu einem Musikalbum, dass manche der bei der Oscarverleihung 1967 nominierten Lieder schon lange vergessen seien. Als Beispiel für diese Aussage wählte er My Wishing Doll.

## Coverversionen
Zu den wenigen Coverversionen von My Wishing Doll gehören die von Patti Page, die das Lied als B-Seite ihrer Single Music and Memories veröffentlichte. Ike Cole brachte das Lied als Single heraus. Zudem ist My Wishing Doll auf den Alben Percy Faith Plays the Academy Award Winner Born Free and Other Great Movie Themes von Percy Faith und seinem Orchester, Hollywood Byrd von Charlie Byrd, Hawaii von Martin Denny, und Bass Desires von Marc Johnson unter Mitwirkung von Peter Erskine, Bill Frisell und John Scofield zu finden.